# Ricardo Samper e Ibáñez
Ricardo Samper e Ibáñez (València, País Valencià, 25 d'agost de 1881 - Ginebra, Suïssa, 27 d'octubre de 1938) fou un advocat i polític espanyol, formà part del govern d'Espanya com a ministre i fou breument President del govern espanyol (1934) durant la Segona República.

## Orígens
Pertanyia a una família d'escassos recursos, però aconseguí estudiar a l'Escola d'Artesans de València. Després va compaginar el seu treball amb els advocats Francisco Serrano Larrey i Filiberto Tuset, i amb el notari Francisco Barado, amb l'estudi de batxillerat i la carrera de dret a la Universitat de València.
Es llicencià en dret en 1905 i va obtenir per oposició una plaça en la Secció de Foment de la Diputació Provincial de València. Políticament va militar al Partit d'Unió Republicana Autonomista (PURA) de Vicente Blasco Ibáñez, al qual va militar tota la vida, i va escriure articles al seu òrgan, El Pueblo. Amb aquest partit fou escollit regidor a l'Ajuntament de València entre 1911 i 1920, el 1915 diputat provincial i alcalde de València entre 1920 i 1921.
Durant la dictadura de Primo de Rivera va participar en conspiracions a favor de la república. Va tornar a primera línia de la política després de la proclamació de la Segona República Espanyola, quan fou elegit diputat a Corts per València a les eleccions generals espanyoles de 1931 (dins la Conjunció Republicano-Socialista i 1933. A les Corts, seguint l'orientació més centrista i dretana del nou cap del partit, Sigfrido Blasco-Ibáñez Blasco, formà part del grup parlamentari radical, dirigit per Alejandro Lerroux
En un curt període en el que el President de la República atorgà la confiança a Alejandro Lerroux, Ricardo Samper fou, breument, Ministre de Treball 12 de setembre al 10 d'octubre de 1933. Després a l'entrada dels radicals al govern el 19 de novembre de 1933, fou nomenat ministre d'Indústria i Comerç 16 de desembre de 1933 al 26 d'abril de 1934. Va ser nomenat president del govern el 28 d'abril de 1934 degut al seu tarannà conciliador, després de la dimissió de Lerroux, en no acceptà aquest, les notes d'acompanyament a la llei d'amnistia aprovades per les Corts.

## Ricardo Samper i la Llei de Contractes de Conreu
En ser nomenat President del Consell de Ministres, Ricardo Samper, es va veure obligat a tramitar la petició del recurs de la Lliga Catalana, al Tribunal de Garanties Constitucionals, sobre la Llei de Contractes de Conreu aprovada pel Parlament de Catalunya el dia 12 d'abril de 1934. Hom pretenia precisar si l'esmentada llei envaïa les competències agràries aprovades a les Corts, sobre legislació civil, penal i processal, així com, sobre la regulació del dret d'expropiació de finques rústiques. El recurs pretenia evitar conflictes entre el Parlament de Catalunya i les Corts. El Tribunal de Garanties Constitucionals va dictar sentència el dia 8 de juny, però en lloc de proferir-se sobre determinats articles, va declarar nul·la tota la llei, basant-se més en criteris polítics que jurídics i sobrepassant els límits de la qüestió estrictament agrària. Amb aquesta sentència es tractava de limitar la capacitat legislativa del Parlament de Catalunya. El Govern de la Generalitat, s'oposà a la sentència i n'aprovà una altra, 12 de juny, sense fer-hi cap modificació. Es pretenia amb aquesta mesura una dilació que tenia un curt recorregut. Tanmateix, com a protesta l'Esquerra Republicana i el Partit Nacionalista Basc, abandonaren les Corts. En veure la complexitat dels interessos polítics que s'hi barrejaven, Ricardo Samper va estudiar la possibilitat de fer encabir la Llei de Contractes de Conreu dins de l'ordenament jurídic. El 4 de juliol, el President de les Corts aprofitant les vacances d'estiu, proposà de suspendre les sessions fins al dia 1 d'octubre i feu votar una moció de confiança al Govern, per tal que durant aquest període se cerqués una solució al conflicte.
Niceto Alcalá Zamora i Ricardo Samper trobaren la solució que va satisfer els representants del Govern de la Generalitat, Joan Lluhí i Vallescà, Conseller de Justícia i Martí Esteve, Conseller de Finances, amb el consentiment de Lluís Companys. Emparant-se amb una clàusula addicional de la Llei de Contractes de Conreu que exigia que el Reglament havia de ser aprovat pel Parlament de Catalunya, aquest podia interpretar la llei, esmenant els punts confosos que, sens dubte s'hi trobaven. Aprovat el Reglament, calia refondre'l amb la Llei que, de fet esdevenia un nou text i, conjuntament, tornar-los a votar al Parlament de Catalunya. Seguint aquest procediment el Reglament es va aprovar el 13 de setembre, i el dia 14 es va presentar al Govern de l'Estat que hi va donar el seu consentiment, facultant al Govern de la Generalitat perquè amb el mateix nom de Llei de Contractes de Conreu s'aprovés el text refós, cosa que es feu el dia 30 de setembre.

## Dimissió de Ricardo Samper i la seva retirada de la política
Tanmateix en obrir-se les Corts, el dia 1 d'octubre, José María Gil Robles, va provocar la caiguda del govern Samper, que ja venia anunciant, amb l'excusa que l'Estat s'havia rebaixat davant les exigències de la Generalitat. De fet, la CEDA en cap moment volgué que es donés una solució a la Llei de Contractes de Conreu. Volia governar per tal de provocar una involució constitucional. Van convertir un problema jurídic amb un problema polític, ja que tractaven de limitar la capacitat legislativa del Parlament de Catalunya. Ricardo Samper considerava que el problema polític era una conseqüència de la sentència. Resolt el problema jurídic s'esvania el problema polític. Mantenir-se dins del marc jurídic, significava defensar les lleis republicanes aprovades i evitar confrontacions innecessàries: "sólo en un caso insólito y extremo se aplicará la fuerza".
El 4 d'octubre es formava nou govern presidit per Alejandro Lerroux, amb la participació de tres ministres de la CEDA i, del qual, Ricardo Samper en formava part com a ministre d'Estat. Fou precisament l'entrada al Govern de la CEDA, que va provocar les convulsions de polítiques del mes d'octubre a Catalunya, Astúries i alguns altres punts d'Espanya amb menys transcendència.
La CEDA injustificadament, feu responsable Ricardo Samper dels fets d'octubre, per haver donat cabuda jurídica a la Llei de Contractes de Conreu dins de la Constitució espanyola i de l'Estatut d'Autonomia de Catalunya de 1932  i per no haver llevat l'ordre públic a la Generalitat. La Llei de Contractes de Conreu no fou recorreguda per l'Estat, malgrat que fou suspesa. Ricardo Samper, fent referència a la llei, va manifestar: "Ni el Gobierno actual se ha creído en el caso de entablar dicho recurso ni es fácil que los ciudadanos interesados promuevan el de inconstitucionalidad, porqué a poco que dediquen su atención al estudio de la nueva ley, advertirán que ésta se ajusta a la Constitución y al Estatuto, todo lo contrario de lo que ocurría con la anterior". Amb relació a l'ordre públic, va justificar la seva actuació pel fet que era un servei traspassat a la Generalitat emparat per l'Estatut i, en una situació extrema, tenia el suport del cap militar de la Quarta Divisió Orgànica. Ricardo Samper sabia que defensant la Llei de Contractes de Conreu no solament estava defensant una llei agrària del camp català, sinó que estava defensant les lleis aprovades per la República, davant la involució que s'albirava amb l'entrada al Govern de la CEDA. Per pressions polítiques hagué de dimitir el 16 de novembre de 1934 i deixà la política.
En l'actualitat, el jurista Martín Bassols Coma, ha donat una opinió desapassionada de la llei, aconsellant el que cal tenir en compte per a nous conflictes: "La ley de Contratos de Cultivo ante el Tribunal de Garantías, y la posterior politización del proceso de ejecución, convertirán la Sentencia en uno de los paradigmas históricos más representativos de las disfunciones a que puede derivar la justicia constitucional cuando se la desvía de sus cauces naturales, que no pueden ser otros que los estricamente jurídicos". Ricardo Samper va defensar "los cauces estrictamente jurídicos" i, vet aquí el seu fracàs. A les eleccions generals espanyoles de 1936 no es va presentar.
Quan es produí el cop d'estat del 18 de juliol de 1936 intentà escapar del país però fou detingut quan fugia en un vaixell. Tanmateix, degut al seu mal estat de salut, fou autoritzat a marxar a l'estranger. Es va establir a Ginebra, Suïssa, on morí el 1938.